# Imca Marina

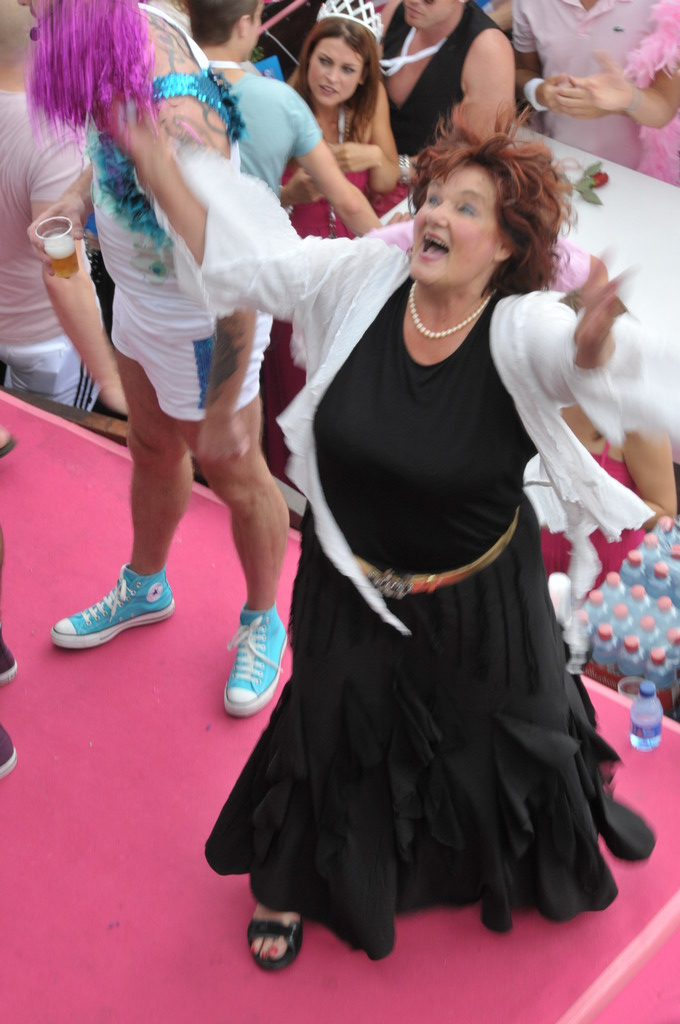
Imca Marina (2008)

Imca Marina, (bürgerlich Hendrikje Imca Bijl) (* 13. Mai 1941 in Zuidbroek, Provinz Groningen, Niederlande) ist eine niederländische Schlagersängerin und Schriftstellerin.

## Biografie
Der als Tochter eines Elektrotechnikers geborenen Bijl gelang 1972 mit dem Schlager Viva España („Die Sonne scheint bei Tag und Nacht“) ein über den deutschsprachigen Raum hinausreichender Erfolg, dies blieb im Weiteren ein einmaliger. Neben einigen weiteren deutschsprachigen Hits war der Sängerin in ihrer niederländischen Heimat dauerhafter Erfolg beschieden.
Im Folgenden machte sie sich auch dort einen Namen als Schriftstellerin.
Ihren Künstlernamen bildete sie aus ihrem zweiten Vornamen und dem zweiten Vornamen ihrer Mutter.
Imca Marina lebt auf einem Bauernhof in Midwolda in der Gemeinde Scheemda, Provinz Groningen. Im Juli 2009 wurde bekannt, dass sie sich nach 13-jähriger Beziehung von ihrem Lebenspartner Steven Porter getrennt hat. Aus einer früheren Ehe hat sie einen Sohn.

## Diskografie

### Alben
| Jahr | Titel       | Höchstplatzierung, Gesamtwochen, AuszeichnungChartsChartplatzierungen (Jahr, Titel, Platzierungen, Wochen, Auszeichnungen, Anmerkungen) | Anmerkungen |
| Jahr | Titel       | NL | Anmerkungen |
| ---- | ----------- | --- | ----------- |
| 1981 | Hartenvrouw | NL40 (2 Wo.)NL |             |
| 1992 | Imca Marina | NL55 (6 Wo.)NL |             |

Weitere Alben
- 1970: Imca Marina
- 1973: Bella Italia
- 2002: Hollands Glorie

### Singles
| Jahr | Titel Album                | Höchstplatzierung, Gesamtwochen, AuszeichnungChartplatzierungen (Jahr, Titel, Album, Platzierungen, Wochen, Auszeichnungen, Anmerkungen) | Höchstplatzierung, Gesamtwochen, AuszeichnungChartplatzierungen (Jahr, Titel, Album, Platzierungen, Wochen, Auszeichnungen, Anmerkungen) | Höchstplatzierung, Gesamtwochen, AuszeichnungChartplatzierungen (Jahr, Titel, Album, Platzierungen, Wochen, Auszeichnungen, Anmerkungen) | Anmerkungen |
| Jahr | Titel Album                | DE | NL | BEF | Anmerkungen |
| ---- | -------------------------- | --- | --- | --- | ----------- |
| 1965 | Harlekino                  | — | NL5 (8 Wo.)NL | — |             |
| 1965 | Santo Domingo              | — | NL6 (19 Wo.)NL | — |             |
| 1972 | Viva España Bella Italia   | DE10 (19 Wo.)DE | NL15 (5 Wo.)NL | — |             |
| 1973 | Bella Italia               | DE43 (3 Wo.)DE | NL19 (7 Wo.)NL | — |             |
| 1974 | Am Abend kommen die Träume | — | NL21 (6 Wo.)NL | — |             |
| 1975 | Vino (Waar Blijft de Wijn) | — | NL4 (10 Wo.)NL | BEF19 (8 Wo.)BEF |             |
| 1976 | Fiësta Nuda                | — | NL27 (4 Wo.)NL | — |             |
| 1977 | Vannacht                   | — | NL26 (5 Wo.)NL | — |             |